# Амбала (округ)
Амбала (англ. Ambala, хинди जींद जिला) — округ в индийском штате Харьяна. Образован в 1947 году. Административный центр округа — город Амбала. По данным всеиндийской переписи 2001 года население округа составляло 1 013 660 человек.
На юге Амбала граничит с округом Курукшетра, на юго-востоке — с округом Ямунанагар, на западе — со округами Патьяла и Ропар штата Пенджаб и союзной территорией Чандигарх, на севере и северо-востоке — с округами Солан и Сирмур штата Химачал-Прадеш.